# مارك هادون
مارك هادون (بالإنجليزية: Mark Haddon)‏ (26 سبتمبر 1963، نورثامبتون في المملكة المتحدة)؛ شاعر، كاتب للأطفال، كاتب سيناريو، كاتب، رسام توضيحي وروائي بريطاني.

## روابط خارجية
- مارك هادون على موقع IMDb (الإنجليزية)
- مارك هادون على موقع ميوزك برينز (الإنجليزية)
- مارك هادون على موقع قاعدة بيانات برودواي على الإنترنت (الإنجليزية)
- مارك هادون على موقع إن إن دي بي (الإنجليزية)
- مارك هادون على موقع ديسكوغز (الإنجليزية)
- مارك هادون على موقع قاعدة بيانات الفيلم (الإنجليزية)